# João Machado
João Machado (Coimbra, 1942) é um designer, ilustrador e escultor português.

## Biografia
João Machado vive e trabalha no Porto. É licenciado em Escultura pela Escola Superior de Belas-Artes do Porto, onde foi docente de design gráfico entre 1976 e 1983, ano em que abandonou o ensino para se dedicar inteiramente ao design. 
Em dedicação exclusiva às artes gráficas, tem desenvolvido uma extensa obra de cartazista, ilustrador e designer editorial, distinguindo-se pela originalidade da sua linguagem gráfica, que combina variadas influências desde a pop art à arte japonesa, através de um singular domínio cromático e compositivo.
Aproximando o design das artes plásticas, João Machado tem privilegiado o cartaz, mas também tem dado atenção aos selos do correio e ao design corporativo.
João Machado tem exibido a sua obra em algumas das mais importantes galerias e museus do mundo e tem sido objecto dos mais diversos prémios e distinções nacionais e internacionais como ilustrador e designer - destacando-se o "Prémio de Excelência Icograda 1999" e o "Aziago International Award 2005", que posicionou Portugal entre os primeiros países do mundo pela qualidade gráfica e turística dos seus selos.
É membro da Alliance Graphique Internationale, tendo ainda sido distinguido com o título Graphis Master. A sua obra encontra-se referida e reproduzida em diversas publicações internacionais. 

## Exposições individuais
- 1982 - Museu Nacional de Soares dos Reis, Porto; Sociedade Nacional de Belas Artes, Lisboa.
- 1985 - Richmond Art Gallery, Montreal, Canadá.
- 1986 - Art Poster Gallery, Lambsheim, Alemanha. Museu Nacional de Soares dos Reis, Porto.
- 1987 - Annecy/Bonlieu - Centre d’Action Culturelle, França.
- 1989 - Lincoln Center, Colorado, EUA.
- 1991 - Dias da Cultura Portuguesa, Frankfurt, Alemanha; Semana do Porto em Vigo, Espanha.
- 1996 - Galeria de la Casa del Poeta, Cidade do México, México.
- 1997 - DDD Galery, Osaka, Japão; Museu Nacional de Belas Artes, Rio de Janeiro, Brasil; Memorial da Cidade, Curitiba, Brasil; Museu Brasileiro da Escultura, S. Paulo, Brasil.
- 1998 - Casa Garden, Macau.
- 2001 - ESAD, Escuela Superior de Administración e Dirección de Empresas, Barcelona; Casa da Cerca, Almada, Portugal; Pécsi Galéria, Pécs, Hungria.
- 2002 - Dansk Plakatmuseum, Aarhus, Dinamarca.
- 2017 / 2018 - Museu de Arte Contemporânea Nadir Afonso, Chaves, Portugal.  [3]

## Exposições Colectivas
• 1971 - Instalação Colectiva de Alberto Carneiro, João Machado e Zulmiro de Carvalho. Galeria Alvarez, Porto, Galeria Quadrante, Lisboa, Portugal. 
• 1978 - Bienal de Cartazes, Varsóvia, Polónia.
• 1979 - Exposição de Cartazes, Annecy, França; Bienal de Cartazes, Lahti, Finlândia.
• 1980 - Bienal de Cartazes, Varsóvia, Polónia; Bienal Gráfica de Brno, Checoslováquia.
• 1981 - Bienal de Ilustração, Bratislava, Checoslováquia; Bienal de Cartazes, Lahti, Finlândia; Exposição Internacional do Livro para a Criança, Bolonha, Itália; Exposição no Itabashi Ward Museum of Art, Tóquio, Japão; Exposição de Ilustradores no Otani Memorial Art Museum, Nishinomiya, Japão.
• 1982 - Bienal de Cartazes, Varsóvia, Polónia; Bienal Gráfica de Brno, Checoslováquia.; Bienal do Livro, Leipzig, República Democrática Alemã.
• 1983 - Bienal de Ilustração, Bratislava, Checoslováquia; Bienal de Cartazes, Lahti, Finlândia.
• 1984 - Bienal de Cartazes, Varsóvia, Polónia; Bienal Gráfica de Brno, Checoslováquia.
• 1985 - Bienal de Ilustração, Bratislava, Checoslováquia; Bienal de Cartazes, Lahti, Finlândia.
• 1986 - Bienal de Cartazes, Varsóvia, Polónia; Bienal Gráfica de Brno, Checoslováquia.
• 1987 - Bienal de Cartazes, Lahti, Finlândia.
• 1988 - Bienal de Cartazes, Varsóvia, Polónia; Bienal Gráfica de Brno, Checoslováquia.
• 1989 - Bienal de Cartazes, Lahti, Finlândia; Bienal do Livro, Leipzig, República Democrática Alemã.
• 1990 - Bienal de Cartazes, Varsóvia, Polónia; Bienal Gráfica de Brno, Checoslováquia.
• 1991 - Bienal de Cartazes, Lahti, Finlândia.
• 1993 - Bienal de Cartazes, Lahti, Finlândia.
• 1994 - Bienal de Cartazes, Varsóvia, Polónia; Bienal Gráfica de Brno, República Checa.
• 1995 - Bienal de Cartazes, Lahti, Finlândia.
• 1996 - Bienal Gráfica de Brno, República Checa.
• 1997 - Bienal de Cartazes, Lahti, Finlândia.

## Prémios
- 1979 - 1º Prémio Nacional Gulbenkian para a melhor Ilustração de Livros para a Infância, Lisboa, Portugal. [4]
- 1985 - 1º Prémio Grafiporto (Ilustração).
- 1989 - 1º Prémio Nacional de Design, Portugal; Prémio Especial na “Die Erste Internationale Litfass Kunst Biennale”, Munique, Alemanha.
- 1996 - Medalha de Bronze da Bienal do Livro de Leipzig, Alemanha;1º Prémio, “First International Competition for Fair Poster”, Bulgária.
- 1997 - Menção honrosa, “Computer Art Bienal”, Rzeszow, Polónia.
- 1º Prémio Mikulás Galanda, Bienal do livro de Martin, Eslováquia.
- 1999 - 1º Prémio para Logo Film Commission, Association of film Commissioners International Denver, EUA.
- 1º Prémio Best of Show, European Design Annual, Grã-Bretanha.
- 2004 - Prémio Zgraf 8 Icograda Excellence, Croácia.
- 2005 - Medalha de Bronze, 4th International Triennal of Stage Poster, Bulgária.
- Prémio “Asiago Inernational Award 2005”, para Emissão Filatelia “Europa 2004 - Turismo”, Asiago.

## Obras em Museus
ESCULTURAS
Museu Municipal Amadeo de Souza Cardoso, Amarante, Portugal. 
Museu de Arte Contemporânea Nadir Afonso, Chaves, Portugal.
Fundação de Serralves, Museu de Arte Contemporânea, Porto, Portugal. 
CARTAZES
Alemanha - Museus de Munique; EUA - Museus do Colorado e de Westchester; Eslováquia - Museus de Bratislava; Finlândia - Museu de Lahti; França - Museus de Paris; Israel - Museus de Israel; Japão - Museus de Nishinomiya e Tóquio; Portugal - Museu de Arte Contemporânea Nadir Afonso, Chaves; República Checa - Museus de Brno.

## Livros Infantis Ilustrados por João Machado
1982 - Luísa Ducla Soares, O Meio Galo. Porto: Edições ASA.
1983 - António Torrado, Como se faz Cor de Laranja. Porto: Edições ASA; António Torrado, O Manequim e o Rouxinol. Porto Edições ASA; Ilse Losa, Na Quinta das Cerejeiras. Porto Edições ASA; Ilse Losa, Um Fidalgo de Pernas Curtas. Porto Edições ASA; Ilse Losa, Viagem com Wish. Porto Edições ASA; Madalena Gomes, Estrelinha o Gato Astronauta. Porto: Edições ASA.
1985 - Álvaro Magalhães, Histórias Pequenas de Bichos Pequenos. Porto: Edições ASA.